# Senglea Athletic FC
El Senglea Athletic FC es un equipo de fútbol de Malta que juega en la Maltese National Amateur League, la tercera liga de fútbol en importancia en el país.

## Historia
Fue fundado el 22 de marzo de 1943 en la ciudad de Senglea tomando el lugar que dejó el desaparecido Senglea United. Luego de finalizar la Segunda Guerra Mundial, el club formó parte de la Segunda División de Malta, organizada por la Asociación de Fútbol de Malta.
El mejor momento de gloria en la historia del club fue a mediados de los años 1970s, obteniendo varias promociones, pasando entre la primera y segunda división, hasta que en 1981 lograron ascender a la Premier League de Malta por primera vez en su historia y llegaron a la final de copa y aspiraban con jugar en la Recopa de Europa de Fútbol, pero la final la perdieron 1-2 ante el Floriana FC y en el año 2000 descendieron de la máxima categoría por problemas financieros.

## Palmarés
- Primera División de Malta: 1

1980/81
- Tercera División de Malta: 1

2012/13
- Liga Nacional Aficionada Maltesa: 1

2022/23

## Gerencia
| Presidente               | Benjamin Casha    |
| Vice Presidente          | Stephen Spiteri   |
| Secretario               | Jean Paul Spiteri |
| Asistente del Secretario | Michael Degiorgio |
| Tesorero                 | Stephen Buttigieg |
| Asistente del Tesorero   | Anthony Cassar    |
| Gerente General          | Francis Dingli    |
| Utilería                 | George Attard     |
| Director del Club        | Marco Dingli      |
| Miembro                  | David Aquilina    |

## Entrenadores
- Bruno Russo (?-septiembre de 2018)[4]
- Enzo Potenza (septiembre de 2018-mayo de 2019)[4][5]
- Mario Muscat (junio de 2019-enero de 2020)[5][6]
- Giorgio Roselli (enero de 2020-febrero de 2020)[7][8]
- Vladan Tomić (febrero de 2020-?)[9]
- Goran Nikić (julio de 2020-septiembre de 2020)[10][2]
- Ryan Newell (interino- septiembre de 2020-octubre de 2020)[2]
- Clive Mizzi (octubre de 2020-presente)[2]